# Jean Pierre Vogel
Pour les articles homonymes, voir Vogel.
Jean Pierre Vogel, né le 7 août 1956, est un homme politique français. Membre des Républicains, il est sénateur de la Sarthe depuis 2014.

## Biographie
Expert-comptable de formation, il est maire de Beaufay de 1995 à 2014. Après avoir adhéré à l'UMP en 2008, il est élu conseiller général de la Sarthe dans le canton de Bonnétable ; en 2011, il devient vice-président du conseil général de la Sarthe.
La liste qu'il conduit aux élections municipales de mars 2014 à Bonnétable l'emporte dès le premier tour ; il accède à la mairie quelques jours plus tard. Le 28 septembre 2014, il est à la tête d'une des deux listes UMP aux élections sénatoriales dans le département de la Sarthe. Sa liste obtient 21,43 % des voix, ce qui lui permet de faire son entrée au Sénat.
Il soutient François Fillon pour la primaire présidentielle des Républicains de 2016. Il parraine Laurent Wauquiez pour le congrès des Républicains de 2017.
En 2019, il publie le rapport parlementaire Les feux de forêts : l’impérieuse nécessité de renforcer les moyens de lutte face à un risque susceptible de s’aggraver.